# Antoine Cossé
Antoine Cossé est un auteur de bande dessinée et illustrateur français né en 1981 à Suresnes.

## Biographie
Après un an d’étude aux Ateliers de Sèvres à Paris, Antoine Cossé s’installe à Londres à l’âge de 20 ans, pour suivre des études au Camberwell College of Arts. Il y obtient un Bachelor of Arts en 2006.
Après ses études, il édite et distribue lui-même ses bandes dessinées avant de croiser la route d’éditeurs anglo-saxons intéressés par son travail. Ses premières œuvres sont publiées par la maison d’édition anglaise Breakdown Press.
Les bandes dessinées d'Antoine Cossé explorent différents genres, allant de la fresque historique (La baie des mutins, L'Employé du Moi, 2014), au giallo érotique (La Villa S, Les Requins Marteaux, 2017) ou à la science-fiction (Métax, Cornélius, 2023).
Il a également collaboré à plusieurs anthologies de bandes dessinées telles que Kramers Ergot et la revue Lagon.
Antoine Cossé travaille régulièrement pour la presse, ses illustrations sont publiées dans The New York times, The Guardian, la revue XXI ou Les Inrockuptibles.
En 2023, sa bande dessinée Métax fait partie de la sélection officielle du Festival de la bande dessinée d'Angoulême. L'année suivante, Métax reçoit le prix de la « meilleure bande dessinée de l’année » décerné par le festival italien Lucca comics.

## Principales expositions
- Antoine Cossé, Galerie Huberty & Breyne, Paris, du 13 novembre au 4 décembre 2021[10]
- Métax d'Antoine Cossé, Galerie Huberty & Breyne, Paris, 4 au 26 novembre 2022[10]

## Ouvrages

### Bandes dessinées
- La Baie des mutins, L'Employé du Moi, 2014, 184 p. (ISBN 978-2-930360-66-9)
- La Villa S, Les Requins Marteaux, 2017, 120 p. (ISBN 978-2-84961-231-6)
- Showtime, Les Requins Marteaux, 2019, 176 p. (ISBN 978-2-84961-247-7)
- Métax, Cornélius, 2022, 304 p. (ISBN 978-2-36081-195-3)
- NWAI, Cornélius, 2024, 32 p. (ISBN 978-2-36081-212-7)
- Le retour, Cornélius, 2025, 96 p. (ISBN 978-2-36081-227-1)

### Revues collectives
- Volcan, Lagon revue, 2015, 216 p.
- Dôme, Lagon revue et Breakdown Press, 2016, 40 p.
- (en) Kramers Ergot, vol. 9, Fantagraphics, 2016, 296 p. (ISBN 978-1-606-99912-7)
- Nicole, vol. 10, Cornélius, 2021, 305 p. (ISBN 978-2-36081-188-5)
- Nicole, vol. 11, Cornélius, 2022, 304 p. (ISBN 978-2-36081-192-2)
- Nicole, vol. 12, Cornélius, 2023, 304 p. (ISBN 978-2-36081-201-1)

### Interviews
- Marius Chapuis, « Antoine Cossé, plus on avance plus on va à l'essentiel », Libération,‎ 3 septembre 2022 (lire en ligne )
- B. Loutte, F. Balland, L. Wibaux, « Arte journal », Arte,‎ 12 septembre 2022
- Maxime Gueugneau, « Antoine Cossé, L'ordre est dans le chaos », Les Arts dessinés, no 19,‎ juillet 2022, p. 122-127